# Le folli avventure di Rabbi Jacob
Le folli avventure di Rabbi Jacob (Les aventures de Rabbi Jacob) è un film del 1973 diretto da Gérard Oury.

## Trama
A Brooklyn, il venerato rabbino Jacob e il suo segretario Samuel partono da New York alla volta di Parigi per celebrare il Bar mitzvah del nipote David.
In Normandia, il ricco uomo d'affari Victor Picchio si avvia verso Parigi per il matrimonio della figlia Antoinette col figlio di un generale francese. Victor è un uomo tradizionale, garbatamente razzista e ostentatamente nazionalista. Quando il suo autista Salomon si rifiuta di lavorare di sabato in quanto ebreo lo licenzia.
Vittima di un incidente con la sua Citroën DS, in cerca di aiuto incappa per sbaglio nel momento e nel luogo in cui si sta per compiere un delitto di natura politica. Mohammed Larbi Slimane, un importante esponente della fazione rivoluzionaria di un paese arabo, è stato sequestrato e sta per essere giustiziato. Senza volerlo Victor, nel tentare di scappare, aiuta Slimane del quale diventa compagno di fuga, non solo però dagli arabi, ma anche dalla polizia francese.
Raggiunto l'aeroporto di Orly, da dove Slimane vorrebbe rientrare nel suo paese, per sfuggire a gendarmi e ad arabi i due si appropriano dell'identità di Rabbi Jacob e Rabbi Samuel e, trasportati dall'invadente famiglia Schmoll, si ritrovano nel quartiere ebraico, dove devono officiare la cerimonia del Bar Mitzvah di David. Qui Victor incontra il suo chauffeur Salomon (nipote di rabbi Jacob), da cui viene aiutato e col quale si scusa, raddoppiandogli lo stipendio. Nel frattempo i veri rabbini newyorkesi vengono rapiti dagli arabi, che credono siano Victor e Slimane.
Terminata la cerimonia i nostri, ancora vestiti da rabbini hassidici, salgono su una motoretta per raggiungere in tempo la chiesa dove avrebbe dovuto svolgersi il matrimonio di Antoinette Picchio. Se non che vengono intercettati dagli arabi, che tengono ancora in ostaggio i due Rabbi. Nel medesimo istante il Ministro degli Esteri francese plana col suo elicottero sul sagrato della chiesa, dichiarando deposto il dittatore dello stato arabo di cui ora Slimane è stato eletto Presidente.

## Produzione
Il film uscì nelle sale il 18 ottobre 1973, due settimane dopo l'inizio della guerra del Kippur. Danielle Cravenne, la seconda moglie di Georges Cravenne, uno dei produttori del film, psicologicamente instabile, mentre volava sull'aereo Parigi-Nizza dell'Air France, armata di una pistola 22 long rifle, minacciò di distruggere il Boeing 727 sul quale si trovava, se non avessero impedito l'uscita del film, che lei considerava antipalestinese. L'aereo atterrerà a Marignane, con lo scopo di far rifornimento per poi partire alla volta del Cairo. Danielle, in uno scontro a fuoco, fu ferita alla testa e al petto: morirà lungo il tragitto verso l'ospedale.
La vicenda di Slimane riproduce in parte quanto accadde veramente a Mehdi Ben Barka, politico marocchino, oppositore socialista di re Hasan II, leader terzomondista e panafricanista, rapito il 29 ottobre 1965 alla Brasserie Lipp di Parigi, che si trova proprio dirimpetto al café Les Deux Magot. L'affaire Ben Barka fu uno scandalo politico che modificò profondamente le relazioni tra Francia e Marocco. Uno dei personaggi coinvolti fu Hosni Benslimane, capo della gendarmeria reale marocchina.
Non essendo possibile effettuare le riprese nella rue des Rosiers, strada del quartiere del Marais a Parigi ricca di attività commerciali gestite da famiglie ebraiche, le scene in esterno furono girate a rue Jean Jaurès a Saint-Denis.
La scena del matrimonio all'inizio del film è ambientata a Montjavoult, nell'Oise, Piccardia.

## Critica
Rabbi Jacob è un film costruito su misura per de Funès, intorno alla sua incredibile mimica facciale e corporale: "è lui la sola e unica star ed è anche il vero centro motore di ogni azione e di ogni trovata." Il comico francese è libero di muoversi, di inventare a suo piacimento, di dare sfogo a tutto il proprio estro creativo. Rabbi Jacob in quanto a fantasia ed eccentricità è paragonabile alle pellicole più riuscite di Mel Brooks. L'auto che si ribalta e naviga nel fiume, la fabbrica di chewingum (con de Funès impiastricciato dalla gomma verde) che ricorda da vicino Tempi moderni (Modern Times) di Chaplin, de Funès trasportato dal tapis roulant sul quale scorrono le valigie nell'aeroporto: tutto esalta una comicità surreale, debordante nell'assurdo. Scena culminante del film e picco massimo della presa in giro (ovviamente bonaria) delle tradizioni ebraiche è, però, la famosa danza chassidica, in cui il comico si esibisce con bravura in una serie di divertentissime evoluzioni; è un momento decisamente godibile, per il quale si prepara scrupolosamente, prendendo lezioni di ballo per un mese intero. Sempre allo scopo di risultare il più possibile credibile e calarsi completamente nel personaggio del rabbino, decide, seguendo il parere del suo regista (Oury), di assimilare il caratteristico accento yiddish polacco.

## Curiosità
- Il rinomato stuntman Rémy Julienne, direttore dei cascatori, ha effettuato una delle scene più complicate della sua carriera, quando la Citroën DS di Picchio evita un grosso camion, esce di strada e precipita in un lago. Venne assistito da una squadra di sommozzatori che si trovavano sott'acqua per evitare che la macchina affondasse.[7]
- Il film è il riferimento principale utilizzato da Jean-Paul Rakover, l'eroe del romanzo Le livre de Joseph (2011) dello scrittore belga Bernard Dan, per crearsi un'identità ebraica.[8]
- Questo è l'ultimo film del duo Gérard Oury-Louis de Funès. Si sarebbero poi incontrati nel 1975 per girare Le Crocodile. De Funès doveva interpretare il ruolo di un dittatore sudamericano, il colonnello Crochet. Tuttavia, poco prima dell'inizio delle riprese, il comico francese si è trovato costretto ad abbandonare il progetto dopo due attacchi di cuore.[9].
- Marcel Dalio (nome d'arte di Israel Moshe Blauschild), l'interprete del "vero" Rabbi Jacob, dovette fuggire da Parigi nel 1940, poiché il suo ritratto era apparso sui manifesti nazisti come rappresentante dell'"Ebreo tipico".
- Il film si è classificato al primo posto nel 1973 al botteghino francese, con oltre 7 milioni di spettatori in sala.
- Una commedia musicale ispirata al film e con lo stesso titolo è stata allestita nel settembre 2008; la musica è stata composta dal rapper francese MC Solaar.